# كران وسط
كران‌ وسط (بالفارسية: کران‌وسط) هي قرية تقع في قسم ببه‌جيك (مقاطعة تشالدران) في إيران. يقدر عدد سكانها بـ 57 نسمة .